# 멕시코의 행정 구역
다음은 멕시코의 행정 구역에 관한 서술이다.

## 지방 자치체
2차 행정구역은 지자체(municipios)이다. 하지만 멕시코시티는 구(delegaciones)로 나뉜다. 멕시코에는 2,438개의 지방자치체가 있고 멕시코시티에는 16개의 구가 있다.

## 같이 보기
- 행정 구역